# گزیپرانولول
گزیپرانولول (انگلیسی: Xipranolol) یک بتا بلاکر است.